# Troy Kotsur
Troy Kotsur   (Mesa, 24 de juliol de 1968) Troy Michael Kotsur és un actor i cineasta estatunidenc. El seu paper secundari a la pel·lícula CODA (2021) li va valer diversos premis, entre ells l'Oscar al millor actor secundari, esdevenint el segon intèrpret sord en aconseguir-lo després de Marlee Matlin el 1986. Kotsur també va dirigir el llargmetratge No Ordinary Hero: The SuperDeafy Movie de 2013.

## Biografia
Kotsur va néixer a Mesa, Arizona, el suburbi més gran de la ciutat de Phoenix, el 24 de juliol de 1968, fill de JoDee i Leonard Stephen «Len» Kotsur, qui era el cap de policia local. Quan Kotsur tenia nou mesos, els seus pares van descobrir que era sord i van aprendre la llengua de signes americana perquè la família es pogués comunicar. Els seus pares van animar-lo a fer esport i fer amistat amb els nens oïdors del barri. Kotsur va assistir a la Phoenix Day School for the Deaf, on es va interessar per primera vegada per l'actuació Es va graduar a la Westwood High School. A l'escola secundària, el seu professor de teatre el va alentar a participar en un espectacle de varietats sènior, i va interpretar una escena de pantomima que va tenir una acollida positiva, fet que el va motivar a dedicar-se al teatre.
Després de graduar-se a l'escola secundària, va fer pràctiques a KTSP-TV. Tot i que aspirava a dirigir pel·lícules, a les pràctiques va assistir a un muntador i no es va sentir connectat amb la gent, recordant: «El meu somni de dirigir es va desvirtuar després d'acceptar el fet que vivia en un món que no utilitzava la meva llengua». Del 1987 al 1989 va assistir a la Universitat Gallaudet, l'única universitat del món amb programes dissenyats per a persones sordes, i hi va estudiar teatre, televisió i cinema.
Quan Kotsur va rebre una oferta de treball del National Theatre of the Deaf, la va acceptar i va deixar Gallaudet per a fer una gira de dos anys actuant en dues obres. El 1994 va començar a treballar per al Deaf West Theatre de Los Angeles, actuant i dirigint diverses produccions. A l'escenari, els seus papers inclouen Stanley a Un tramvia anomenat Desig, Lenny a Homes i ratolins, i Prince Hamlet a Ophelia.
L'any 2001, Kotsur i l'actor oïdor Lyle Kanouse van ser elegits junts en una producció de Deaf West Theatre del musical Big River de 1985. Kotsur i Kanouse van interpretar Pap, el pare de Huckleberry Finn, amb Kotsur cantant i Kanouse parlant i cantant. L'èxit de Big River va fer que l'obra es representés al Mark Taper Forum, i després al Teatre de Broadway. Des de llavors ha fet sovint papers de televisió i cinema. 
El 2012, Kotsur va protagonitzar l'obra Cyrano, basada en Cyrano de Bergerac en una coproducció de Deaf West Theatre i The Fountain Theatre. L'obra, dirigida per Stephen Sachs, es va estrenar l'abril de 2012. Després de Cyrano, Kotsur va dirigir el llargmetratge No Ordinary Hero: The SuperDeafy Movie, que es va estrenar al Heartland Film Festival el 2013.
El 2021, Kotsur va aparèixer al llargmetratge CODA en un paper secundari com el pare sord d'una filla adolescent oient. El director Sian Heder va conèixer-lo a través del seu treball a les produccions de Deaf West Theatre d'Our Town i At Home at the Zoo d'Edward Albee. Per la seva actuació a la pel·lícula, Kotsur va guanyar l'Oscar al millor actor secundari, convertint-se en el segon intèrpret sord, després de Marlee Matlin, també coprotagonista de CODA, a Fills d'un déu menor (1986).
Kotsur protagonitzarà Flash Before the Bang, un programa de televisió de drama esportiu amb un repartiment totalment sord. Kotsur està casat amb l'actriu Deanne Bray.

## Filmografia

### Cinema
| Any  | Títol                                                  | Paper        | Notes          |
| ---- | ------------------------------------------------------ | ------------ | -------------- |
| 2007 | The number 23                                          | Barnaby      |                |
| 2008 | Universal Signs                                        | Chris        |                |
| 2009 | See What I'm Saying: The Deaf Entertainers Documentary | Jo mateix    | Documental     |
| 2013 | No Ordinary Hero: The SuperDeafy Movie                 | Matt         | També director |
| 2016 | Wild Prairie Rose                                      | James Hansen |                |
| 2021 | CODA                                                   | Frank Rossi  |                |

### Televisió
| Curs      | Títol             | Rol                    | Notes                          |
| --------- | ----------------- | ---------------------- | ------------------------------ |
| 2001      | Strong medicine   | Lars                   | Episodi: "Fix"                 |
| 2002–2005 | Sue Thomas: FBEye | Troy Myers             | 5 episodis                     |
| 2003      | Doc               | Troia                  | Episodi: "Rules of engagement" |
| 2006      | CSI: NY           | Dennis Mitchum         | Episodi: "Silent night"        |
| 2007      | Scrubs            | Senyor Francesc        | Episodi: "My words of wisdom"  |
| 2012      | Criminal minds    | John Myers             | Episodi: "The silencer"        |
| 2019      | The Mandalorian   | Tusken Raider Scout #1 | Capítol 5: "The Gunslinger "   |